# Suessa Aurunca
Suessa Aurunca (grec antic: Σύεσσα) va ser una ciutat del Latium, situada a uns 8 km al sud del Liris, i 12 de la costa. S'anomenava així per distingir-la de Suessa Pomècia, una colònia d'Alba Longa.
Era una ciutat dels auruncs i la seva capital després d'abandonar Aurunca, situada uns 8 km al nord, quan aquella ciutat va ser destruïda pels sidiquins. El cònsol Tit Manli Imperiós Torquat va derrotar els auruncs, i es van posar sota protecció de Roma l'any 340 aC. Van fundar la ciutat el 337 aC.
Segurament després de la derrota romana a Lautulae o por causes desconegudes els auruncs van trencar l'aliança com van fer els àusons de Vèscia i Minturnae. Els romans van tractar el territori com a terra conquerida i hi van establir una colònia de dret llatí l'any 313 aC, segons Titus Livi i Plini el Vell.
A la Segona Guerra Púnica, el 209 aC es va declarar incapacitada per aportar el contingent de soldats i els subministraments corresponents que demanava Roma i al final de la guerra se'ls van imposar contribucions dobles.
A la guerra civil entre Gai Mari i Sul·la va abraçar el partit del segon però Quint Sertori la va ocupar l'any 85 aC. Per la Lex Julia municipalis va passar a la condició de municipium. Ciceró l'esmenta com una ciutat prospera.
Marc Antoni hi va massacrar a un bon nombre de militars captius. August hi van enviar una colònia i va rebre el nom de "Colonia Julia Felix Classica" que apareix a una inscripció. Altres inscripcions demostren la seva existència com a ciutat de certa importància durant l'Imperi. El seu nom no apareix als Itineraris, però sembla que una desviació de la via Àpia a Minturnes continuava per Suessa fins a Teanum, i des d'allà anava a Beneventum.
Hi va néixer el poeta satíric Gai Lucili.
La ciutat moderna es diu Sessa Aurunca i ocupa el lloc de l'antiga. Queden importants ruïnes de la vella ciutat, que inclouen un temple (integrat a l'església del bisbat), subterranis, un amfiteatre, un pont de 21 arcs i algunes altres.